# Crossolida
Crossolida là một chi ốc biển rất nhỏ thuộc họ Conradiidae.

## Các loài
- Crossolida marquesensis (Rubio, Rolán & Letourneux, 2017)
- Crossolida papuaensis Rubio & Rolán, 2019
- Crossolida robusta Rubio & Rolán, 2019
- Crossolida satispiralis Rubio & Rolán, 2019